# Phalanger alexandrae
Phalanger alexandrae е вид бозайник от семейство Phalangeridae. Видът е застрашен от изчезване.

## Разпространение
Разпространен е в Индонезия.